# 遥かなる走路 (サウンドトラック)
『遥かなる走路』（はるかなるそうろ）は、1980年10月25日に日本コロムビアより発売されたゴダイゴのアルバムで、松竹映画『遥かなる走路』のサウンドトラックである。

## 解説
- 品番は、AF-7003。
- 作詞は奈良橋陽子（英語詞）と山川啓介（日本語詞）、作曲はタケカワユキヒデ、編曲はミッキー吉野、訳詞は山本安見。
- 前記したが、松竹映画『遥かなる走路』のサウンドトラックとして使用された。
- 主題歌の「アフター・ザ・レイン」は日本語版と英語版がともに収録されているが、英語版は元々タケカワユキヒデのソロ・アルバム『LYENA』に収録されていた。日本語版も「ニュー・ヨーク、ニュー・ヨーク」とともに、ゴダイゴのシングル『アフター・ザ・レイン』にシングル・カットされた。

## 収録曲
LPでは、1～3がA面、4～8がB面である。また2008年4月10日に再発されたCDでは、2は曲ごとに別トラック扱いとなっている。
1. アフター・ザ・レイン（AFTER THE RAIN）
2. THE TIMES（ザ・タイムズ）～IN TIME（イン・タイム）～WAR（ウォー）～NEW YORK, NEW YORK（ニューヨーク、ニューヨーク）～WAR（ウォー）～A MOMENT（ア・モーメント）～WHEELS（ホイールズ）～ON AND OFF（オン・アンド・オフ）～WHEELS（ホイールズ）～IN TIME（イン・タイム）～AFTER THE RAIN（アフター・ザ・レイン）～IN TIME（イン・タイム）
3. AFTER THE RAIN（アフター・ザ・レイン）
4. NEW YORK, NEW YORK（ニュー・ヨーク、ニュー・ヨーク）
5. WHEELS（ホイールズ）
6. A MOMENT（ア・モーメント）
7. ON AND OFF（オン・アンド・オフ）
8. IN TIME（イン・タイム）